# Hyalinobatrachium pellucidum
Hyalinobatrachium pellucidum är en groddjursart som först beskrevs av Lynch och William Edward Duellman 1973.  Hyalinobatrachium pellucidum ingår i släktet Hyalinobatrachium och familjen glasgrodor. IUCN kategoriserar arten globalt som starkt hotad. Inga underarter finns listade i Catalogue of Life.